# Kroktjärnen (Enångers socken, Hälsingland, 681907-157035)
Kroktjärnen är en sjö i Hudiksvalls kommun i Hälsingland och ingår i Nianån-Norralaåns kustområde.